# José Antonio Muñoz
José Antonio Muñoz   (Buenos Aires, 10 de juliol de 1942) és un dibuixant, autor de còmics i il·lustrador argentí conegut per la seva obra Alack Sinner, El bar de Joe i la biografia il·lustrada de Carlos Gardel amb guió de Carlos Sampayo. Deixeble d'Alberto Breccia i Francisco Solano López, és reconegut mundialment pel seu estil expressionista de forts traços i el seu ús particular del clarobscur que va influenciar autors de còmics com Frank Miller, Dave McKean, Warren Pleece, entre d'altres. Actualment viu i treballa alternativament a Milà i París. En 1978 va ser premiat per la seva obra Alack Sinner en la categoria Millor Obra Estrangera al Festival del Còmic d'Angulema, en 1983 va guanyar el premi Yellow Kid al Millor Dibuixant al Festival de Lucca, l'any 2002 va guanyar la Medalla Max und Moritz al Saló del Còmic d'Erlangen, Alemanya i en el 2007 va rebre el Gran Premi de la ciutat d'Angoulême (l'únic artista de parla hispana que l'ha guanyat).

## Biografia
Va estudiar en la Escola Panamericana d'Art de Buenos Aires, on va rebre classes d'Alberto Breccia i Pablo Pereyra. Estudià pintura, escultura, dibuix i titelles amb l'escultor Humberto Cerantonio. Treballà com a ajudant de Francisco Solano López, dibuixant coautor d'El Eternauta.
En 1958 va publicar els seus primers treballs a les revistes Hora Cero i Frontera. Allí va dibuixar diversos episodis d' Ernie Pike, escrits per Héctor Oesterheld. Més tard, va il·lustrar Precinto 56 amb guions d'Eugenio Zappietro, àlies Ray Collins, en la revista Misterix, dirigida en aquest moment per Hugo Pratt.

### Estada a Europa
El març de 1971, es troba per primera vegada amb Carlos Sampayo a l'aeroport d'Ezeiza, acomiadant Oscar Zárate, que era amic d'ambdós. Poc després, ell també abandonarà l'Argentina, establint-se en Londres. En 1973, es retrobaria en sengles viatges a París i Lucca amb els seus admirats Alberto Breccia i Hugo Pratt, els qui ho animarien a realitzar les seves pròpies obres. Poc temps després, té una filla, se separa de la seva dona i marxa a una comuna, fregant plats per a guanyar-se la vida.
El maig de 1974, Oscar Zárate li aconsella que col·labori amb Carlos Sampayo. Un mes després, José Muñoz viatja a Castelldefels, on vivia Sampayo. Junts comencen a idear Alack Sinner, la primera aventura dels quals va ser publicada en AlterLinus i en Charlie Mensuel en 1975. Tres anys més tard, van llançar Sophie Goin' South i El bar de Joe.
En 1982 van reprendre Alack Sinner. Després van crear Sudor Sudaca, Billie Holiday i El Poeta, entre d'altres. La majoria d'aquestes històries van ser recollides en àlbums per Futuropolis i Casterman, França. En 1988, sempre al costat de Carlos Sampayo, van fer Jeu de Lumières per a l'editor Albin Michel. Dos anys més tard, eren presents a L'echo des Savanes amb Europe en Flammes.
En els anys següents, Muñoz va participar en l'àlbum col·lectiu Au Secours! per a Amnesty Internacional. Va col·laborar també amb l'escriptor nord-americà Jerome Charyn en les historietes Le croc du serpent (Casterman 1996) i Panna Maria (Casterman, 1999). Els seus llibres Orillas de Buenos Aires! i Carnet Argentin van ser publicades per Alain Beaulet Editeur en 1999 i 2000.
En el 2001, Edizioni Hazard de Milà li publica el catàleg Ombre di China. Amb Dans les Bars, Le livre i L'affaire U.S.A. (Casterman 2003, 2004 i 2006) va continuar la seva col·laboració amb Carlos Sampayo. L'any 2007 va guanyar el Gran Premi de la ciutat d'Angulema, França. Aquest guardó li va donar dret a presidir el Festival 2008 i en el va organitzar una mostra d'homenatge a la Historieta Argentina. Aquesta mostra va ser curada per l'editor Giustiniano Zuccato i va estar exposada en el Musée de la Bande Desinée entre els mesos de gener i agost de 2008. Va comptar amb l'aportació del Museu del Dibuix i la Il·lustració de Buenos Aires, el qual va enviar 80 originals dels artistes més importants de l'Argentina. L'any 2009 edita a França La vida de Carlos Gardel i en 2017 Faubourg sentimental amb textos d'Alejandro García Schnetzer.

## Estil
El seu estil està caracteritzat per un fort contrast, amb línia dura, gran chiaroscuro, i grotesques figures secundàries, així com un expressionisme en els textos. Es diu que el seu estil ha influenciat els britànics Dave McKean i Warren Pleece, i l'estatunidenc Frank Miller. Miller i McKean, ho confirmen. Muñoz diu que els talents enormes d'Alberto Breccia i Hugo Pratt, els seus mestres reconeguts, l'han ajudat a emocionar, a impressionar, a obrir camins per als quals segueixen.

## Premis
- 1978: Premi al Millor àlbum d'historietes estranger al Festival del Còmic d'Angulema, França.
- 1982: Premi al millor dibuixant - Festival Internazionale del Fumetto di Lucca, Itàlia.
- 1983: Millor àlbum de l'any al Festival Internacional d'Angulema.
- 1994: Premi Harvey per la millor edició estatunidenca d'autors estrangers en San Diego Comic Festival, Califòrnia, EUA.
- 2002: Special Prize for outstanding life’s work at the Max & Moritz Prizes, Alemanya.
- 2007: Gran Premi de la Ciutat d'Angulema al Festival Internacional de la mateixa ciutat.

### Publicacions originals a França
- 1977: Alack Sinner T.1: Alack Sinner
- 1981: Le bar à Joe T.1: El Bar de Joe
- 1981: Sophie comics - Sophie
- 1983: Alack Sinner T.2: Flic ou privé
- 1984: Alack Sinner T.3: Rencontres
- 1986: Sudor sudaca
- 1987: Le bar à Joe T.2 : Historias del bar de Joe
- 1988: Alack Sinner T.4 : Nicaragua
- 1988: L'Agonie de Haffner, le rufian mélancolique
- 1988: Jeu de lumières
- 1990: L'Europe en flammes
- 1991: Billie Holiday
- 1997: Le croc du serpent
- 1998: Automne et printemps
- 1999: Alack Sinner T.5 :
- 1999: Alack Sinner T.6 : Fin de voyage
- 1999: Panna maria
- 1999: Le poète
- 2000: Alack Sinner T.7 : Historias privadas
- 2002: Dans les bars
- 2003: Retour de flammes
- 2004: Féminin pluriel
- 2004: Le livre
- 2006: Alack Sinner T.8 : L' affaire USA'
- 2007: La Pampa y Buenos Aires
- 2007: Alack Sinner: L'age del'innocence (reedición)
- 2008: Alack Sinner: L'age des désenchantements (" " " " ")
- 2008: Carlos Gardel, la voix de l'Argentine T.1

### Publicacions originals a Itàlia
- Billie Holliday text Carlos Sampayo (1993 - Milano libri)
- Alack Sinner: Nicaragua, text Carlos Sampayo (1998 - Hazard edizioni)
- Pannamaria, testi di Jerome Charyn (1999 - Ed. Hazard)
- Il morso del serpente, text Jerome Charyn (1999 - Ed. Hazard)
- Alack Sinner: Trovare e ritrovare, text Carlos Sampayo (Ed. Hazard)
- Nel bar, vol. 1, text Carlos Sampayo (2001 - Coconino Press)
- Nel bar, vol. 2, text Carlos Sampayo (2003 - Coconino Press)
- La Pampa y Buenos Aires {2006 - Nuages}
- Alack Sinner Vol. 1,2,3 (2007\8 - Nuages}

### Publicacions originals a Espanya
- 2007: Las fieras cómplices, text d'Horacio Quiroga, Libros del Zorro Rojo
- 2009: El perseguidor, text de Julio Cortázar, Libros del Zorro Rojo
- 2010: Carlos Gardel, la voz del Río de la Plata, text de Carlos Sampayo, Libros del Zorro Rojo

### Publicacions originals z Argentina
- 2007: Billie Holiday, text de Carlos Sampayo, ojodepez! editor
- 2015: "Sudor sudaca", text de Carlos Sampayo, Hotel de las ideas editor